# RMF Maxx
RMF Maxx ist ein polnischer privater Radiosender. RMF Maxx ist ein an Jugendliche gerichteter Radiosender der Broker-FM-Gruppe. Der Sender startete am 27. September 2004 auf Grundlage des Krakauer Radiosenders Radio Region. RMF Maxx richtet sich an eine Hörergruppe im Alter von 15 bis 24 Jahren. Zur Musikrichtung gehören u. a. Dance, R'n'B und Hip-Hop.
Zum Rahmenprogramm von RMF Maxx kommen zusätzlich regionale Nachrichten hinzu.

## RMF Maxx TV
RMF Maxx TV sendet seit Oktober 2006 ein Testprogramm über Internet. Bei RMF Maxx TV wird das Radioprogramm zusätzlich mit den dazugehörigen Videoclips ergänzt.

## Stationen
- Ciechanów – 89.6
- Płońsk – 90.2
- Mława – 88.4
- Piła – 104.1
- Kielce/Radom – 106.5
- Kielce (Stadt) – 98.0
- Końskie – 89.7
- Krakau – 96.7
- Schlesien – 88.1
- Opole – 102.0
- Częstochowa – 102.6
- Wałbrzych – 101.1
- Kłodzko – 99.5
- Oleśnica – 96.0
- Poznań – 93.5
- Szczecin – 98.4
- Zielona Góra – 101.7
- Danzig – 96.4
- Gdynia – 106.7
- Warschau (Masowien) – 95.8
- Słupsk – 91.5
- Koszalin – 99.7
- Lębork – 102.9
- Bytów – 101.2
- Kwidzyn – 88.6
- Darłowo – 103.9
- Łomża – 97.5
- Nowy Sącz/Krynica – 104.6

## Empfang
RMF Maxx ist in Polen derzeit in 18 größeren Orten über Antenne empfangbar. Darüber hinaus ist der Sender über Internetstream und digital über Satellit empfangbar.

### Satellit
Unverschlüsselt digital über Eutelsat Hot Bird 13B:
- Position: 13 Grad Ost
- Transponder: 79
- Senderkennung: RMF Maxx
- Downlinkfrequenz: 12,284 MHz
- Polarisation: Horizontal
- Symbolrate:  27.500
- Vorwärtsfehlerkorrektur (FEC): 3/4
- Service ID: 10543
- Audio PID: 777